# Plešivec (geomorfologická část)
Plešivec je geomorfologická část podcelku Čachtické Karpaty v pohoří Malé Karpaty. Rozprostírá se v severní části pohoří, jihozápadně od obce Čachtice.  Nejvyšším vrcholem je 484 m n. m. vysoký Veľký Plešivec.

## Vymezení
Území se nachází v severní části pohoří Malé Karpaty a zabírá jižní část podcelku Čachtické Karpaty. Má protáhlý tvar severovýchodní-jihozápadní orientace a od zbytku pohoří ho odděluje na severu údolí říčky Jablonka, na jihu údolí Holešky. Mezi významné sídla patří obce Čachtice a Šípkové na východě, Prašník na jihu, Krajné, Hrachovište a Višňové na severozápadě. Východně od severního okraje leží Nové Mesto nad Váhom, jihovýchodně Vrbové a Piešťany.
Malé Karpaty pokračují částí Nedze (podcelek Čachtických Karpat) severovýchodním a podcelkem Brezovské Karpaty jihozápadním směrem. Na západě sousedí Myjavská pahorkatina a jihovýchodně krajina klesá do Podmalokarpatské pahorkatiny, která je částí Podunajské pahorkatiny.
Tato část Malých Karpat patří do povodí Váhu a východním směrem do řeky Váh směřují i dva nejvýznamnější vodní toky; západním a severním okrajem vedoucí říčka Jablonka a jižní okraj lemující Holeška. Z centrální oblasti tečou menší vodní toky jihovýchodním směrem do Horního Dudváhu. Údolími řek vedou komunikace, z nichž nejvýznamnější jsou východním okrajem vedoucí silnice II / 504 (Nové Mesto nad Váhom - Vrbové), z níž v Čachticích odbočuje a hlubokým údolím Jablonky do Hrachovište vede silnice III/1229. Stejnou trasu využívá i železniční trať do Myjavy. Na jižním okraji vede údolím Holešky přes Prašník silnice II/499 z obce Čachtice do města Brezové pod Bradlom.

## Chráněná území
Téměř celé území se nachází v Chráněné krajinné oblasti Malé Karpaty, výjimku tvoří okrajové části pohoří, které jsou z chráněné oblasti vyjmuty. Zvláště chráněnými územími jsou národní přírodní rezervace Čachtický hradný vrch, přírodní rezervace Plešivec a Málová.

## Turismus
Severní okraj Malých Karpat patří spíše mezi klidné a méně navštěvované oblasti, výjimkou je však severní okraj této části v okolí Čachtického hradu nad obcí Višňové. Milovníci přírody navštěvují chráněná území.

### Turistické trasy
- po  modré značce ze Šípkového přes Veľký Plešivec (484 m n. m.) na Čachtický hrad
- po  žlutě značené trase:
  - z Nového Mesta nad Váhom přes Višňové na Čachtický hrad
  - z Hrachovište na hřeben (napojení na  modrou značku)
- po  zeleně značené trase:
  - z Lubiny a Višňové na Čachtický hrad
  - z obce Čachtice na Čachtický hrad[2]